# Gottfried Milde junior
Gottfried Milde  (* 11. April 1963 in Darmstadt) ist ein hessischer Politiker (CDU) und ehemaliger Abgeordneter des Hessischen Landtags.

## Leben
Nach dem Abitur am Justus-Liebig-Gymnasium in Darmstadt im Jahre 1983 studierte Milde von 1983 bis 1984 evangelische Theologie in Mainz und machte von 1984 bis 1986 eine Ausbildung zum Bankkaufmann. Zwischen 1986 und 1987 arbeitete er als Bankkaufmann bei der Volksbank in Griesheim und schloss von 1987 bis 1988 eine Fachausbildung Auslandsgeschäft bei der DG Bank (Deutsche Genossenschaftsbank), Frankfurt am Main an. Dort arbeitete er als Auslandskundenbetreuer und Referent Wertpapiergrundsatzfragen, bis er von 1996 bis 2004 als Abteilungsdirektor zur DG CAPITAL Management GmbH, Frankfurt wechselte. Von 2005 bis 2012 war Milde zunächst Senior Consultant und ab 2008 Senior Manager bei der ICAP Deutschland. Seit 2013 ist Gottfried Milde Sprecher der Geschäftsleitung der WIBank, Wirtschafts- und Infrastrukturbank Hessen, der Förderbank des Landes Hessen.
Gottfried Milde ist verheiratet, Vater von vier Kindern und Großvater von zwei Enkelkindern. Er ist der Sohn des langjährigen Abgeordneten und hessischen Innenministers Gottfried Milde senior.

## Politik
Gottfried Milde ist Mitglied der CDU und dort in vielen Vorstandsämtern aktiv. So war er von 1983 bis 1993 Vorsitzender der Jungen Union Griesheim, von 1993 bis 1995 stellvertretender Vorsitzender der CDU Griesheim, von 1999 bis 2003 Vorsitzender der CDU Griesheim und von 2001 bis 2005 Landesschatzmeister der CDU Mittelstandsvereinigung. Von 2008 bis 2013 war  Gottfried Milde stellvertretender Kreisvorsitzender des CDU-Kreisverbandes Darmstadt-Dieburg. 2014 wurde Milde Kreisvorsitzender der CDU Darmstadt-Dieburg.
Kommunalpolitisch aktiv war Milde von 1991 bis 1993 und von 2001 bis 2017 Stadtverordneter in Griesheim sowie von 1993 bis 1997 als Mitglied des Kreistags des Landkreises Darmstadt-Dieburg.
Von 2001 bis 2007 war er in Griesheim Fraktionsvorsitzender der CDU-Fraktion.
Mitglied im hessischen Landtag war Gottfried Milde vom 4. November 1997 bis 31. Dezember 2012. In den Jahren 2003 und 2009 wurde er als direkt gewählter Abgeordneter im Wahlkreis: 51 – Darmstadt-Dieburg I in den Landtag gewählt, bei den anderen Wahlen über die Landesliste. Vom 1. Februar 2004 bis 31. Dezember 2012 war er stellvertretender Fraktionsvorsitzender der CDU-Fraktion. Des Weiteren war er von 2003 bis 2012 finanzpolitischer Sprecher der CDU-Landtagsfraktion.
Seine Nachfolgerin im Hessischen Landtag war Karin Neipp.

## Sonstige Ämter
Gottfried Milde ist im Beirat der Nassauische Heimstätte, Frankfurt und Finanzvorstand der  Stiftung Urban Future Forum e.V., Frankfurt.